# Ulrichsgrün
Ulrichsgrün ist ein Ortsteil der Stadt Waldmünchen im Landkreis Cham des Regierungsbezirks Oberpfalz im Freistaat Bayern.

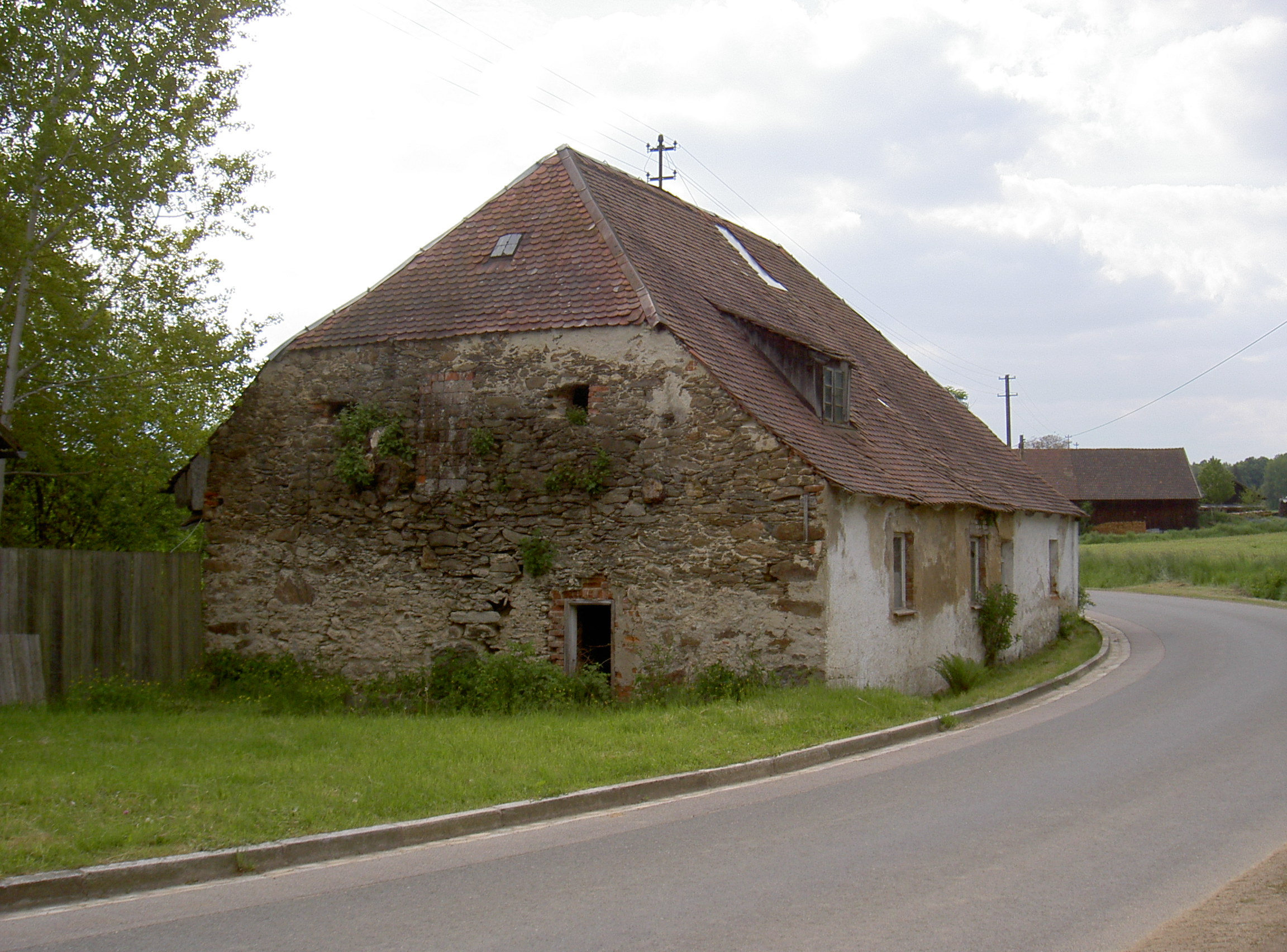
Denkmalgeschütztes Haus Ulrichsgrün 7, Denkmalnummer D-3-72-171-74

## Geografie
Ulrichsgrün liegt an einer Gebirgsstraße, die Waldmünchen mit Furth im Wald verbindet. Sie führt mitten durch das Gebirge und erreicht bei dem Pass zwischen dem 902 Meter hohen Reiseck im Norden und dem 828 Meter hohen Dachsriegel im Süden eine Höhe von 800 Metern. Zwischen Ulrichsgrün und Unterhütte verläuft auf der Nordostseite dieser Straße eine kleine Parallelstraße noch weiter oben am Hang. An dieser kleinen Straße liegen neben verstreuten Häusern, die noch zu Ulrichsgrün gehören, die Gemeindeteile Lenkenhütte und Posthof.
Ulrichsgrün liegt 300 Meter östlich der Staatsstraße 2154, 1,4 Kilometer südöstlich von Waldmünchen und 3 Kilometer westlich der tschechischen Grenze.
Südlich von Ulrichsgrün erheben sich der 664 Meter hohe Herzogauer Berg, nordöstlich der 861 Meter hohe Kramberg und südöstlich der 821 Meter hohe Plattenberg. Der Kramberg und der Plattenberg sind Vorberge des 1042 Meter hohen Čerchovs auf der tschechischen Seite. Ulrichsgrün liegt ungefähr 5 Kilometer südwestlich des Gipfels des Čerchov.
Ulrichsgrün liegt am Ulrichsgrüner Bach (auch: Schaufelbach). Der Ulrichsgrüner Bach entspringt in einem umfangreichen Quellgebiet an den Berghängen rund um Pucher. Er fließt in Richtung Nordwesten und mündet am westlichen Ortsrand von Waldmünchen in die Böhmische Schwarzach.

## Geschichte
Die Ortsnamenforschung kennzeichnet die auf -grün endenden Ortsnamen ebenso wie die auf -ried endenden als Ortsnamen der Rodungszeit im 13. und 14. Jahrhundert. Im Herzogsurbar von 1301 gab es noch viele auf -grün endende Ortsnamen, die dann in der Folgezeit öd fielen und abgegangen sind.
Ulrichsgrün (auch: Volrichsgruen, Allersgrien, Allerßgrin, Vlrichsgruen, Vlrichsgrün, Vlrichsgrien) wurde im Herzogsurbar von 1301 als zum Gericht Waldmünchen gehörig aufgeführt mit einer Steuer von einem Pfund. Es gehörte zum Teilherzogtum Heinrichs XIII. von Landshut und damit zum Besitz der Wittelsbacher.
In der Amtsbeschreibung von 1550 wurde Ulrichsgrün mit 8 Häusern als zum Amt Waldmünchen gehörig verzeichnet. 1563 hatte Ulrichsgrün 11 Mannschaften und eine Mühle; 1588 11 Sölden, 1 Mühle, 1 Inwohner. 1622 gab es in Ulrichsgrün 13 Mannschaften, inklusive der Mühle. 1630 wurden in Ulrichsgrün 2 Güter, 1 Mühle, 3 Söldengüter, 4 Söldengütl, 4 Sölden, 6 Inleute und 1 Hütmann aufgeführt. 1703 waren dort 11 Sölden und 3 Häusler verzeichnet.
1808 gab es in Ulrichsgrün 14 Anwesen, 1 Weber, 1 Müller und ein Hüthaus.
1808 wurde die Verordnung über das allgemeine Steuerprovisorium erlassen. Mit ihr wurde das Steuerwesen in Bayern neu geordnet und es wurden Steuerdistrikte gebildet. Dabei kam Ulrichsgrün zum Steuerdistrikt Herzogau. Der Steuerdistrikt Herzogau bestand aus den Dörfern Herzogau, Pucher, Oberhütte, Ulrichsgrün, Unterhütte, Voithenbergöd, den Weilern Lengau und Posthof und der Einöde Sonnhof.
1820 wurden im Landgericht Waldmünchen Ruralgemeinden gebildet. Dabei wurde Ulrichsgrün mit 18 Familien Ruralgemeinde. Zur Ruralgemeinde Ulrichsgrün gehörte neben Ulrichsgrün der Weiler Posthof mit 6 Familien.
1830 stellte die Gemeinde Ulrichsgrün den Antrag auf Vereinigung mit der Gemeinde Prosdorf. Dieser Antrag wurde von der Regierung der Oberpfalz abgelehnt.
1856 wurden aus der aufgelösten Gemeinde Arnstein die Weiler Wagenhof mit 7 Familie und Kramberg mit 5 Familien nach Ulrichsgrün eingemeindet. Die Gemeinde Ulrichsgrün bestand nun aus den Ortsteilen Ulrichsgrün, Gleßling, Lenkenhütte, Posthof, Wagenhof und Kramberg. Die Einöde Gleßling ist kein echter Ing-Ort, sondern erst im 19. Jahrhundert entstanden.
Am 1. Januar 1972 schloss sich die Gemeinde Ulrichsgrün der Stadt Waldmünchen an.
Ulrichsgrün gehört zur Pfarrei Waldmünchen. 1997 hatte Ulrichsgrün 98 Katholiken.

## Einwohnerentwicklung ab 1820
| Jahr | Einwohner   | Gebäude |
| ---- | ----------- | ------- |
| 1820 | 18 Familien | k. A.   |
| 1838 | 130         | 17      |
| 1861 | 153         | 46      |
| 1871 | 156         | 74      |
| 1885 | 172         | 22      |
| 1900 | 157         | 21      |
| 1913 | 137         | 25      |

| Jahr | Einwohner | Gebäude |
| ---- | --------- | ------- |
| 1925 | 161       | 22      |
| 1950 | 154       | 25      |
| 1961 | 124       | 26      |
| 1970 | 119       | k. A.   |
| 1987 | 145       | 88      |
| 2011 | 56        | k. A.   |

## Tourismus und Sehenswürdigkeiten
Ulrichsgrün 3 ist ein denkmalgeschütztes Bauernhaus mit Hofkapelle, erbaut um 1830. Es trägt die Denkmalnummer D-3-72-171-73. Ulrichsgrün 7 ist ein denkmalgeschütztes Bauernhaus aus dem ersten Drittel des 19. Jahrhunderts mit der Denkmalnummer D-3-72-171-74.